# سلمان بشير
سلمان بشير (بالإنجليزية: Salman Bashir)‏ هو دبلوماسي باكستاني، ولد في 4 مارس 1952.